# Rhamphomyia seposita
Rhamphomyia seposita är en tvåvingeart som beskrevs av Collin 1933. Rhamphomyia seposita ingår i släktet Rhamphomyia och familjen dansflugor. Inga underarter finns listade i Catalogue of Life.